# アルティメット・アドヴェンチャー
『アルティメット・アドヴェンチャー』（原題：The Ultimate Adventure）は、チック・コリアが2006年に発表したスタジオ・アルバム。

## 背景
エレクトリック・バンド名義で発表した前作『トゥ・ザ・スターズ』に引き続き、コリアが長年信奉してきたL・ロン・ハバード（サイエントロジーの創設者）作のフィクションをモチーフとしている。参加ミュージシャンのうちトム・ブレックライン、ホルヘ・パルド、ルベン・ダンタス、カルレス・ベナベンは、当時コリアが率いていたレギュラー・バンド「タッチストーン」のメンバーで、更にスティーヴ・ガッド、アイアート・モレイラ、ヒューバート・ロウズといった旧知のミュージシャンも迎えられた。

## 反響
アメリカでは『ビルボード』のジャズ・アルバム・チャートで7位に達した。イタリアでは2006年3月16日付の総合アルバム・チャートで93位を記録したが、翌週にはチャート圏外に落ちた。

## 評価
第49回グラミー賞では、本作が最優秀ジャズ・インストゥルメンタル・アルバム賞を受賞し、収録曲「スリー・グールズ」は最優秀インストゥルメンタル編曲賞を受賞した。
ジョン・ケルマンはAll About Jazzにおいて5点満点中4.5点を付け「彼が1970年代に発表してきたコンセプト・アルバムと同様、コリアの多彩な音楽世界を結合させることを目指した作品だが、過去の作品が最終的には時代遅れの質感になったのに対し、コリアが本作で使用したテクノロジーは、さらに滑らかな形で雑多な音楽性の一体化をもたらした」と評している。また、Thom Jurekはオールミュージックにおいて5点満点中3点を付け「ハバードおよび彼の教義に否定的な人々は、それだけで本作を避けるかもしれない」と前置きしつつ「コリアは何十年も、エレクトリックとアコースティック両方のジャズを演奏してきた。それら両方への愛情が、1枚のアルバムの中に完璧な形で織り込まれたのは、1976年の『マイ・スパニッシュ・ハート』以来である」「複雑に込み入っており、ニュー・フラメンコ風の素描曲や、北アフリカから中東に至る異国情緒に満ちたメロディおよびリズムも含まれている」と評している。

## 収録曲
全曲ともチック・コリア作曲。
1. スリー・グールズ - パート1 - "Three Ghouls, Pt. 1" - 1:38
2. スリー・グールズ - パート2 - "Three Ghouls, Pt. 2" - 4:02
3. スリー・グールズ - パート3 - "Three Ghouls, Pt. 3" - 3:11
4. シティ・オブ・ブラス - "City of Brass" - 6:38
5. クイーン・テッドムール - "Queen Tedmur" - 5:15
6. エル・ステフェン - パート1 - "El Stephen, Pt. 1" - 6:39
7. エル・ステフェン - パート2 - "El Stephen, Pt. 2" - 1:47
8. キング&クイーン - "King & Queen" - 6:06
9. モゼブ・ジ・エグゼキューショナー - パート1 - "Moseb the Executioner, Pt. 1" - 1:39
10. モゼブ・ジ・エグゼキューショナー - パート2 - "Moseb the Executioner, Pt. 2" - 2:20
11. モゼブ・ジ・エグゼキューショナー - パート3 - "Moseb the Executioner, Pt. 3" - 1:54
12. ノース・アフリカ - "North Africa" - 6:24
13. フライト・フロム・カルーフ - パート1 - "Flight from Karoof, Pt. 1" - 6:11
14. フライト・フロム・カルーフ - パート2 - "Flight from Karoof, Pt. 2" - 1:36
15. プレーンズ・オブ・イグジステンス - パート1 - "Planes of Existence, Pt. 1" - 5:25
16. アラビアン・ナイツ - パート1 - "Arabian Nights, Pt. 1" - 4:30
17. アラビアン・ナイツ - パート2 - "Arabian Nights, Pt. 2" - 2:38
18. ゴッズ&デヴィルズ - "Gods & Devils" - 2:15
19. プレーンズ・オブ・イグジステンス - パート2 - "Planes of Existence, Pt. 2" - 2:56

### 日本盤ボーナス・トラック
1. キャプテン・マーヴェル - "Captain Marvel" - 5:52

## 参加ミュージシャン
- チック・コリア - ピアノ、ローズ・ピアノ、シンセサイザー、エレクトロニック・パーカッション
- フランク・ギャンバレ - アコースティック・ギター(on "Arabian Nights")
- ヒューバート・ロウズ - フルート(on "Three Ghouls", "Queen Tedmur")
- ホルヘ・パルド - フルート(on "City of Brass", "El Stephen", "King & Queen", "North Africa", "Flight from Karoof", "Planes of Existence", "Gods & Devils")、サクソフォーン(on "Flight from Karoof")
- スティーヴ・クジャラ - フルート(on "Captain Marvel")
- ティム・ガーランド - バスクラリネット(on "Queen Tedmur")、テナー・サクソフォーン(on "Moseb the Executioner")
- カルレス・ベナベン - エレクトリックベース(all tracks)
- スティーヴ・ガッド - ドラムス(on "Three Ghouls", "El Stephen", "Flight from Karoof")
- ヴィニー・カリウタ - ドラムス(on "Queen Tedmur", "Moseb the Executioner", "North Africa", "Arabian Nights")
- トム・ブレックライン - ドラムス(on "King & Queen", "Planes of Existence")
- アイアート・モレイラ - パーカッション(on "Three Ghouls", "Moseb the Executioner", "North Africa")、ドラムス(on "Captain Marvel")
- ホッサム・ラムジー - パーカッション(on "City of Brass", "Flight from Karoof")
- ルベン・ダンタス - パーカッション(on "King & Queen", "Moseb the Executioner", "North Africa", "Planes of Existence", "Arabian Nights", "Gods & Devils", "Captain Marvel")